# Nevado Pisco
Nevado Pisco is een berg in Peru, gelegen in de Cordillera Blanca ongeveer 60 km ten noorden van Huaraz. Nevado Pisco werd voor het eerst beklommen op 12 juli 1951 door C. Kojan, G. Kojan, R. Leininger en M. Lenoir.